# 인스탁스

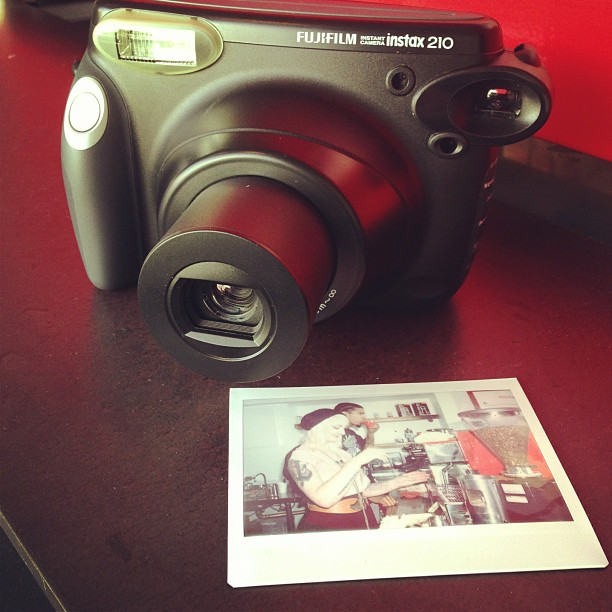
후지필름 인스탁스 210

인스탁스(Instax)는 후지필름의 즉석카메라 브랜드이다.

## 제품 종류
인스탁스 카메라 및 프린터는 필름 종류에 따라 크게 세 가지 분류로 나눌 수 있다.
- 인스탁스 미니
- 인스탁스 와이드
- 인스탁스 스퀘어